# Људска микоплазма
Људска микоплазма (лат. Mycoplasma hominis) је условно патогених Mикоплазма која има способност да продре у унутрашњост људских ћелија.  Заједно са уреаплазмама, микоплазме су најмањи познати слободни микрорганизми, који немају ћелијски зид и стога се не боје по Граму. Људска микоплазма је повезана са запаљењском болешћу карлице, бактеријском вагинозом,  мушком неплодношћу и полно преносивим болестима. Такође овај патоген може латентно инфицирати ткива хорионских ресица трудница, и тиме утицати на исход трудноће. Да би се утврдио прави етиолошки значај микоплазми у патогенези развоја негативних последица по репродуктивно здравље жена, потребан је велики број мултицентричних рандомизованих клиничких испитивања.
Осетљива је на антибиотик клиндамицин, а раст њених колонија у облику „пржених јаја“ на подлози са глукозним агаром у року од 24–48 сати једна је од њених карактеристика. 

## Биологија и биохемија

### Тип и морфологија
Људска микоплазма је опортунистичка врста микоплазме која живи у доњим партијама урогениталног тракта људи.  Ову уобичајену људску врсту урогениталне микоплазме какарктерише недостатак ћелијског зида, тако да је она отпоран на β-лактаме и све антибиотике који циљају ћелијски зид.  Поред тога, људска микоплазма је и најједноставнији микроорганизам који се самореплицира.  Због чињенице да нема ћелијски зид, људска микоплазма се не боји по граму  иако се у литератури често описује као грам-негативна бактерија.
Морфологија људске микоплазме је прилично варијабилна и делимично зависи од старости културе јер је најмањи уочени облик, који долази из елементарног тела, широк од 80 мµ до 100 мµ.
Уочени су различити ћелијски облици људскљ микоплазме који варирају од кокоидних ћелија до филамената и структура неправилног облика са преовлађујућим кокоидним облицима и ћелијама у облику прстена или диска. Кокоидни облици ове врсте су повезани са бинарном фисијом, док су фрагментарни филаменти и ћелије које пупају такође могуће. Ова чињеница заједно са чињеницом да су у различитим лабораторијама исте врсте расле различитим брзинама, наводи на закључак да су услови у култури утицали на брзину деобе и ћелијску морфологију ове врсте микроорганизама.
Унутрашње компоненте много већих ћелија у врсти су такође променљиве. Ове ћелије могу да садрже различите структуре као што су грануле сличне рибозомима, нуклеарне области мрежастих нити, густа цитоплазматска тела и велике вакуоле. Ова запажања указују на то да овај микроорганизам има више начина репродукције.

### Метаболизам
Анализа секвенце генома људске микоплазме ПГ21 показује да је овај микроорганизам други најмањи геном међу слободним живим организмима који се самореплицирају.  Због свог минималног генома, људска микоплазма има смањене метаболичке способности које карактеришу различити путеви генерисања енергије.  Три енергетска пута кроз која људска микоплазма може да прође су Embden-Meyerhoff-Parnas (EMP), аргинин дихидролаза и метаболизам рибофлавина. 

### Раст културе
Ћелије људска микоплазма припремљене из шаржних култура показују уједначен експоненцијални раст и изгледа да се деле кроз процес бинарне фисије са плеоморфним облицима који се појављују након даље инкубације.  Слично понашање показало је још један лабораторијски прилагођен сој и три друга клиничка изолата, што је чинило карактеристичним за ову врсту. Људска микоплазма расте у различитим дефинисаним лабораторијским подлогама, као што је бујон аргинина, а такође се може узгајати у води.  Раст ове врсте, као и свих врста микоплазми, покреће анаеробно дисање.

### Студије генома
Подаци о ДНК секвенци људске микоплазме су непотпуни. Људска микоплазма користи атипичан облик енергетског метаболизма, који зависи од разградње аргинина. Друге микоплазме немају ову карактеристику. Одређивање генома може пружити информације које би олакшале разумевање метаболичких реконституција.

## Улога у болестима

### Локализације
Примарна локализације људске микоплазме, која је способна да зарази људска бића, као и примате који нису људи, су уснождрелни (орофаринкс) и мокраћнополни (генитоуринарни) тракт са позитивном патогеношћу. 
Људска микоплазма је више него вероватно умешана у многе различите болести ( укључујући и инфламаторну болест карлице која може изазвати ектопичну (ванматеричну) трудноћу),  али њена улога је нејасна за већину болести. 
Просперира у окружењу које стварају друге грам негативне бактерије умешане у бактеријску вагинозу и може бити узрок превременог порођаја и побачаја. Такође је укључен у постпарталну грозницу, јер може бити узрок ендометритиса. Такође се сумња да је узрочник неонаталних инфекција као што су конјуктивитис, респираторни дистрес, грозница, менингитис, апсцеси и урођена пнеумонија.  Код одраслих, може бити умешан у фарингитис, септикемију, инфекције плућа, инфекције централног нервног система, друге инфекције респираторног тракта, инфекције зглобова и инфекције рана. Инфекције људском микоплазмом обично се не виде код здравих одраслих особа. 

### Период инкубације
Период инкубације људске микоплазме није познат

## Терапија
Многи антибиотици убијају бактерије тако што слабе њихове челијске зидове, али пошто их бактерије микоплазме немају, неки антибиотици, попут пеницилина, неће деловати против њих. 
Орални тетрациклини су историјски били лекови избора за употребу против урогениталних и системских инфекција изазваних људском микоплазмом.  На местима и популацијама пацијената где су отпорност на тетрациклин или неуспеси лечења чести, друге лекове као што су флуорокинолони треба узети у обзир на основу података о осетљивости ин витро када је то могуће. 
Неке инфекције се могу лечити једним антибиотиком.  У другим случајевима, као што су тешке инфекције људском микоплазмом које се јављају код имунокомпромитованих пацијената, препоручује се комбинација лекова који су обично активни против микоплазме. У тим случајевима остаје да се утврде смернице за оптималну терапију. Тренутна терапијска разматрања заснована су само на извештајима о појединачним случајевима. 

## Превенција
Како се бактерија најчешће преноси сексуалним односима, да би се ова инфекција спречила, требало би користити методе безбедног секса. 